# O Rei do Rio
O Rei do Rio é um filme brasileiro de 1985, do gênero drama, dirigido por Fábio Barreto. O roteiro foi inspirado na peça O Rei de Ramos de Dias Gomes, e no filme O Poderoso Chefão.

## Sinopse
O filme conta a história de dois amigos que enriquecem explorando o jogo do bicho e se tornam rivais na luta pelo poder. Existe um estreito relacionamento com o Jogo do Bicho carioca.

## Elenco principal
- Nuno Leal Maia.... Tucão
- Nelson Xavier.... Nico Sabonete
- Milton Gonçalves.... Cacareco
- Andréa Beltrão.... Taís
- Arthur Muhlenberg.... Márcio
- Amparo Grisales.... Marília
- Márcia Barreto.... Célia
- Paulo Callado
- Tessy Callado.... Tereza
- Carlos Gregório
- Guilherme Karan
- Lutero Luiz
- Zezé Macedo
- Tonico Pereira.... Delegado Paixão
- Antônio Pitanga.... Geraldão
- Thelma Reston
- Flávio São Thiago.... Farias
- Sandro Solviatti
- Tony Tornado.... Kidoka
- Carlos Wilson
- Victor Zambito

## Crítica
José Haroldo Pereira, escrevendo para a revista Manchete afirmou que o filme encontrou dificuldades na inexperiência do diretor (em seu segundo trabalho), no roteiro (iniciado por Dias Gomes e alterado por vários outros roteiristas até as filmagens) no dilema entre ser uma obra séria ou comercial e na fraqueza de interpretação de dois dos seus três principais personagens:
"...Como retrato sociológico, o filme é aceitável, embora superficial. Como enredo dramático, é envolvente, ebora desigual. O que há de melhor, a tentativa de composição de tipos , esbarra no esquematismo do roteiro... e na fraqueza de alguns atores. Dos três principais, Nélson Xavier (Nico Sabonete) é quem se sai melhor. Nuno Leal Maia (Tucão) nunca justifica a majestade do papel-título enquanto Mílton Gonçalves exagera na caricatura..."— José Haroldo Pereira, Manchete, 12 de outubro de 1985.